# Алек Йодер
Алек Йодер (англ. Alec Yoder, нар. 21 січня 1997 року, Індіанаполіс, Індіана, США)— американський гімнаст. Бронзовий призер Юнацьких Олімпійських ігор в багатоборстві. Учасник Олімпійських ігор 2020. 
Спеціаліст вправи на коні.

## Біографія
Народився в родині Майка та Ребекки Йодерів, має брата Остіна, який грає в гольф, та сестру Ешлін, що також займається гімнастикою.
Здобув освіту в університеті штату Огайо, де виступав за студентську команду.

## Спортивна кар'єра
Разом з мамою відвідав одне заняття "Мама і я" зі спортивної гімнастики, після якого відвели до спортивної секції.

##### 2014
На Юнацьких Олімпійських іграх в Нанкіні, Китай, здобув бронзову нагороду у багатоборстві.

##### 2016
У квітні отримав травму плеча, переніс операцію, через яку змушений був відмовитись від відбору на Олімпійські ігри в Ріо, Бразилія.

#### 2018
На чемпіонаті світу  в командних змаганнях впав з коня, травмувався та знявся зі змагань.

#### 2020
2 квітня у віці 69 років помер тренер Джин Вотсон, почав тренуватися під керівництвом Рустама Шаріпова.

#### 2021
Відбір на Олімпійські ігри в Токіо, Японія, здійснював серед спеціалістів в окремих видах. Конкурентами за індивідуальну ліцензію були спеціаліст на коні Стівен Недорощик та кільцевик Алекс Діаб.
На чемпіонаті США набрав 30,050 балів на коні, поступившись 0,150 балами Стівену Недорощику.
На олімпійських випробовуваннях бездоганно виконав вправу на коні в перший день змагань,отримавши 15,050 балів, а в другий, незважаючи на розведення ніг, продемонстрував найкращу суму за два дні в 29,600 балів, випередивши безпосередніх суперників за олімпійську ліцензію в особі Стівена Недорощика (28,300 балів) та Алекса Діаба (29,400 балів). Рішенням тренерського штабу був оголошений володарем неіменної індивідуальної олімпійської ліцензії. Символічно,що в день оголошення віброру на Олімпійські ігри в Токіо, Японія, померлого тренера Джина Вотсона  було введено в Зал спортивної слави. Став першим в історії Індіани олімпійцем чоловічої статі.

## Результати на турнірах
| Рік  | Змагання                   | КБ | ІБ | Вільні вправи | Кінь | Кільця | Опорний стрибок | Паралельні бруси | Перекладина |
| ---- | -------------------------- | -- | -- | ------------- | ---- | ------ | --------------- | ---------------- | ----------- |
| 2014 | Юнацькі Олімпійські ігри   |    | 3  |               | 7    |        |                 | 4                |             |
| 2018 | Чемпіонат світу            | 4  |    |               |      |        |                 |                  |             |
| 2018 | Кубок світу. Доха          |    |    |               | 3    |        |                 |                  | 5           |
| 2021 | Чемпіонат США              |    |    |               | 2    |        |                 | 8                |             |
| 2021 | Олімпійські випробовування |    |    |               | 1    |        |                 | 8                |             |
| 2021 | Олімпійські ігри           |    |    |               | 6    |        |                 |                  |             |
| 2021 | Чемпіонат світу            |    |    |               | 5    |        |                 |                  |             |